# Mesianismo
El mesianismo es una tendencia de la cosmovisión o la ideología que se relaciona con una particular interpretación de la historia donde el cambio de un estado del desarrollo de una sociedad o grupo de creyentes será originado por la llegada de un "mesías" o héroe, al que corresponde el establecimiento de un nuevo orden que dará origen al mundo utópico.
Aunque el más conocido de los mesianismos es el de la tradición judeocristiana, es frecuente su desarrollo en otros contextos, especialmente en aquellos donde la opresión social es fuerte. Como ejemplos de mesianismo se encuentran —además del mesianismo judío— el mesianismo cristiano, el adventismo, el islam, particularmente el islam chií, los cultos cargo de Melanesia, varias iglesias nativas de base cristiana o islámica que se desarrollaron en África subsahariana después del proceso de descolonización durante el siglo XX, etc.
En el mundo secular moderno, especialmente en la política, al mesianismo se lo relaciona con el populismo, y con el culto a la personalidad.

## Mesianismo bíblico[2][7]
En el libro de II Samuel, el mesianismo viene visto como una idea que manifiesta la esperanza de una felicidad completa. Esta idea tiene un aspecto soteriológico pues ve una esperanza en la intervención futura de Dios en favor del pueblo escogido. Hay un aspecto escatológico, pues esta intervención divina se vislumbra como la intervención definitiva. La idea mesiánica tiene también un aspecto mediacional, esto es, vendrá realizada por un Mesías-mediador.9

### Mesianismo cristiano
- Milenarismo

### Mesianismo islámico
- Mahdi

### Mesianismo judío
- Judaísmo mesiánico
- Mesías del judaísmo
- Mesianismo de Jabad

### Otros mesianismos
- Quinto Imperio
- Rey bajo la montaña
- Sebastianismo
- Sectas cargo
- Inkarri